# Підсилення чирпованих імпульсів

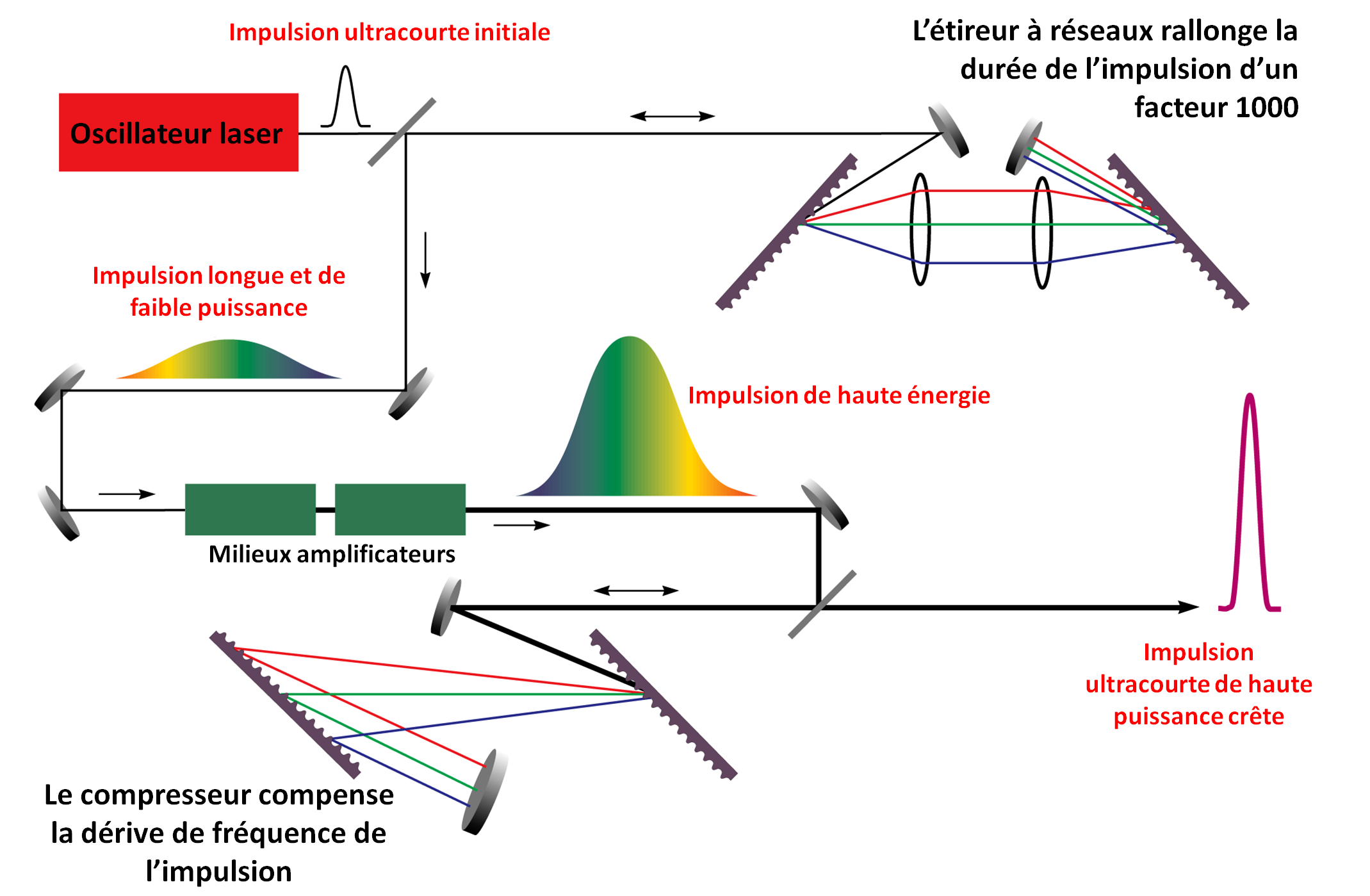
Схема підсилення чирпованих імпульсів.

Підсилення чирпованих імпульсів (англійська абревіатура CPA) — метод підсилення ультракоротких лазерних імпульсів до рівня петаватної потужності при якому імпульс перед підсиленням розтягують у часі та спектрально. Станом на 2018 рік CPA одна з передових технологій, яку використовують усі лазери з потужністю понад 100 терават, окрім 500 тераватного лазера Національного комплексу термоядерного синтезу США. 
Підсилення чирпованих імпульсів винайшли в 1960-х для збільшення потужності радарів. Для лазерів цей метод застосували Жерар Муру та Донна Стрікленд у Рочестерському університеті в середині 1980-х. За цю роботу дослідники в 2018 році отримали Нобелівську премію з фізики. До того пікову потужність лазерного імпульсу обмежувало руйнування активного середовища лазера при потужності понад гігават на квадратний сантиметр через нелінійні процеси, такі як самофокусування.

## Принцип дії
У методі підсилення чирпованих імпульсів ультракороткий лазерний імпульс перед входом у активне середовище розтягують у часі з допомогою пари дифракційний ґраток так, що низькочастотна складова імпульсу проходить менший шлях, ніж високочастотна. Після дифракційних ґраток лазерний імпульс позитивно чирпований, тобто високочастотна компонента відстає від низькочастотної й імпульс розтягнений у часі в 103-105 разів. 
Розтягнений імпульс має набагато меншу потужність, і його можна підсилити в активному середовищі в 106 разів і навіть більше. На виході з активного середовища імпульс знову збирають парою дифракційних ґраток, отримуючи пікову потужність на порядки більшу, ніж у звичайних імпульсних лазерах.
Окрім великої пікової потужності лазер із підсиленням чирпованого імпульсу має ту перевагу, що його можна мініатюризувати (компресор — найбільша частина) і отримати настільний тераватний лазер (T3 лазер).

## Розтягувач та стискувач
Розтягувач та стискувач (компресор) можна побудувати різними способами. Однак, зазвичай підсилювач чирпованого імпульсу на основі титан-сапфірового кристалу потребує розтягнення імпульс до кількох сотих пікосекунди, а отже компоненти з різними довжинами хвиль повинні проходити оптичні шляхи з різницею в 10 см. Найпрактичніший спосіб цього досягнути — використати розтягувач та компресор на основі дифракційних ґраток. Характеристикою розтягувачів та стискувачів є їхня дисперсія. Якщо дисперсія негативна, то компоненти з вищими частотами частоти проходять через систему швидше, ніж низькі частоти. У разі позитивної дисперсії, ситуація протилежна. У методі CPA, дисперсії розтягувача й стискувача повинні компенсувати одна одну. З практичних міркувань розтягувач зазвичай роблять з позитивною дисперсією, а стискувач з негативною.
У принципі дисперсія оптичного пристрою є фукцією {\displaystyle \tau (\omega )}, де {\displaystyle \tau } — час затримки частотної складової {\displaystyle \omega }. (Іноді використовують фазу {\displaystyle \phi (\omega )=2\pi \tau (\omega )c/\lambda (\omega )}, де c — швидкість світла, а {\displaystyle \lambda } — довжина хвилі). Кожна компонента оптичної системи від початкового лазера до вихідного компресора дає свій внесок у дисперсію. Налаштувати розтягувач та стискувач так, щоб на виході отримати імпульс, коротший ніж 100 фемтосекунд, непросто й часто потребує використання додаткових дисперсійних вузлів.

### За допомогою дифракційної ґратки

Принципова схема компресора.

У найпростішій конфігурації використовуються дві ґратки під кутом одна до одної. Так забезпечується негативна дисперсія, коли довгохвильові складові проходять більшу відстань, ніж короткохвильову. Іноді замість другої ґратки ставлять дзеркала, тоді промінь потрапляє на ґратку 4 рази, а не два. Таку схему зазвичай використовують у стискувачах, оскільки у ній відсутні деталі, що могли б призвести до небажаних побічних ефектів, що небажано для променів великої потужності. Дисперсію можна регулювати, міняючи відстань між ґратками.
У складнішій конфігурації використовуються фокусувальні елементи — лінзи. Лінзи ставлять на відстані {\displaystyle 2f} (вони працюють як телескоп без збільшення) й на відстані {\displaystyle L} від ґраток. Якщо {\displaystyle L<f}, оптична система дія як розтягувач із позитивною дисперсією, а якщо {\displaystyle L>f}, то з негативною дисперсією. Випадок {\displaystyle L=f} служить для того, щоб зробити імпульс гострішим. Зазвичай, фокусування добиваються не лінзою, а за допомогою сферичного або циліндричного дзеркала. Можна використати додаткові дзеркала й одну ґратку. У цій схемі діаметр променя повинен бути дуже малим порівняно з довжиною телескопа; інакше виникають небажані аберації. Тому таку схему зазвичай використовують як розтягувач до підсилення, оскільки початковий сигнал малої потужності можна колімувати в промінь малого діаметра.

### За допомогою призми
Можна використати як дисперсійний елемент не дифракційну ґратку, а призму. Попри таку невелику зміну, поведінка схеми суттєво змінюється, оскільки в першому порядку відсутня групова затримка. Такий розтягувач чи компресор може мати як позитивну, так і негативну дисперсію, залежно від геометрії та матеріалу призми. При використанні лінз знак дисперсії можна змінювати. Для заданої відстані між дисперсивними елементами призми дають меншу дисперсію, ніж ґратки. Іноді призми й ґратки використовують разом для виправлення дисперсію вищих порядків ("гризми"), тоді відстань між призмами становить біля 10 метрів, а не 50 см, як для ґраткового компресора. Ґратки втрачають потужність на вищі порядки, тоді як призми втрачають потужність на релеївське розсіяння.

### Інші способи
Існують інші способи розтягування та стиснення імпульсів, але для головних вузлів підсилювача чирпованих імпульсів вони не годяться через обмежену здатність до дисперсії та неможливість оперування імпульсами великої потужності.
- Імпульс можна розтягнути пропускаючи через товстий шар прозорого матеріалу, наприклад 200 мм скло. Як і у випадку призми дисперсія невелика. За межами видимого діапазону існують матеріали як з позитивною, так і з негативною дисперсією. У видимому діапазоні та близькому інфрачервоному майже всі прозорі матеріали мають позитивну дисперсію. Однак дисперсію скляних волокон можна міняти конструктивно так, щоб вона задовольняла потреби.

- Чирп будь-якої форми можна отримати за допомогою одного або кількох відображень між парами чирпованих дзеркал чи аналогічних пристроїв. Таку схему часто використовують поряд із іншими засобами для корекції вищих порядків.

- У комерційному дезлері підвищення якості імпульсу досягають за допомогою дифракції світла на акустичній хвилі. Підбираючи часове узгодження, частоту й амплітуду акустичної хвилі, можна отримати будь-яку дисперсійну функцію із часом затримки до кількох пікосекунд.